# 丁憂
丁憂、又稱丁艰，原指遇到父母或祖父母等直系尊長等喪事，遭父喪，稱「丁外艱」或「丁父憂」，遭母喪，則稱「丁內艱」或「丁母憂」，後多指官員居喪。丁憂源於漢代，至宋代則由太常主其事。「丁」是遭逢、遇到的意思。
古代，遇父母去世，子女須服「三年」喪期，一說三十六個月，所謂「三年」，一說实际為二十七個月，甚至是二十五個月，「三年」內不做官，不嫁娶，不赴宴，不應考。孔子的學生宰我就曾跟孔夫子討論過三年之喪的問題，宰我認為一年之喪就可以了，孔子說如果心安就可以不守三年之孝，但同時認為宰我不仁，因為子女出生後三年才不用在父母懷中受照顧，故此為父母守喪三年才成為慣例，宰我的建議忽略了父母這三年的愛護。
西漢時規定在朝廷官員須丁憂三年，至東漢時，丁憂制業已盛行。此後歷代均有規定，凡官員遇丁憂，必須解職守孝，三年期滿後起復原職，故對仕途升遷略有影響。亦有官员借此排除异已，丁忧者因不起復而失官。历代朝廷对丁憂官员，一般会派遣官吏进行慰问，并赐给钱米等物。明朝洪武十七年（1384年），命吏部“凡官员丁忧，在职五年者，廉勤无赃和犯过者，照名秩给半禄终制；在职三年者，给三月全禄”。
清代吳榮光《吾学录·丧礼门二》：“凡丧三年者，百日剃发，仕者解仕，士子辍考，在丧不饮酒，不食肉，不处内，不入公门，不与吉事《会典》：不娶妻纳妾，门庭不换旧符”。因歷朝均標榜以孝治天下之故，若官員遇丁憂，匿喪不報，將可能遭到御史彈劾（如李賢与张居正），一般都會遭到革職處分。但有時朝廷因政務需要，不讓官員去职服喪而改以素服办公，稱奪情起復，即为国家夺去了孝亲之情，有移孝作忠之意。晚清科考條例《欽定科場條例》明訂孝子須守孝12個月方可入科場。
由于皇帝駕崩之後，太子繼位者與臣民若按禮制服喪，將對生產力與社會生活影響很大，漢文帝遺命太子與臣民「以日易月」，即改成持服三十六天，明代甚至二十七日即可，後世帝王多沿用此制。